# Диего де Мерло
Диего де Мерло (исп. Diego de Merlo; XV век, Самора — 1482, Севилья) — кастильский капитан, начальник охраны католических монархов Изабеллы и Фердинанда. Он был известен как «Храбрый» («el Valiente»). В 1454 году он занимал должность, которую ранее занимал его отец Хуан де Мерло «Эль-Браво», алькайда Алькала-ла-Реаль вместе с должностью алькальда того же города. С 1478 года он занимал должность помощника мэра Севильи, до Севильи, в 1476 году он занимал должность помощника мэра Кордовы.

## Биография
Как помощнику мэра Кордовы, ему было поручено умиротворить непрекращающуюся борьбу между фракциями и укрепить власть Изабеллы как в этом городе, так и на его землях. Историк Диего Ортис де Суньига сообщает нам, что Диего де Мерло был сыном Гиомара де Ульоа и Хуана де Мерло «Эль-Браво» (1375—1443), старшего опекуна короля Хуана II и алькайда Алькала-ла-Реаль. Гонсало Фернандес де Овьедо-и-Вальдес в своей книге « Batallas y Quincuagenas» утверждает, что Хуан де Мерло родился в Кастилии и был сыном Мартина Альфонсо де Мерло, сеньора Вальденебро, Маэстресалы королевы Португалии Беатрисы, супруги короля Хуана I Кастильского. Текст завещания Диего де Мерло дает право на предположение, что семья Мерло происходила из провинции Самора и конкретно из города Торо — там все еще жила сестра Диего — и что он был или все еще был каким-то образом связан с город Монтанчес. Он женился на донье Констанце Каррильо де Толедо и имел троих детей: Хуана де Мерло, Фрая Мартина де Мерло и Хуана Каррильо.
Однако историк Рафаэль Уртадо Гомес-Корнехо защищает возможное происхождение семьи из области Ла-Манча, а именно из города Вальдепеньяс — в нынешней провинции Сьюдад-Реаль — где должна была проживать мать дона Диего, обладательница квалификации «Добрая вдова Мерло», подаренная ему королевой, которая однажды пожертвовала ему 10 000 дукатов на реформу Успенской церкви в этом городе.
Вопреки тому, что утверждал Рафаэль Уртадо Гомес-Корнехо, следует отметить, что Диего де Мерло не был из Вальдепеньяса и не был братом Алонсо де Мерло. Алонсо де Мерло был из Вальдепеньяса. Он был современником Диего и также участвовал в тех же кампаниях, что и Диего. Мы не знаем, когда он умер, но он был назначен генерал-лейтенантом в 1485 году (через три года после смерти Диего). Точно неизвестно, где родился Диего де Мерло, но кажется, что это было в землях Самора Торо, на которые он ссылается в своем завещании. Там у него была сестра, там похоронена мать его жены. Другими словами, он ничего не имел от Вальдепеньеро. Нам неизвестна дата его рождения, но, конечно, она не может быть позже 1410 года.
Диего де Мерло, когда началась Гранадская война, отправился со своим сыном Хуаном на осаду и взятие Аламы. Вернувшись из битвы, он заболел и умер в Севилье между 2 августа и 5 сентября 1482 года. Когда война в Гранаде началась с внезапного захвата Захары гранадскими мусульманами — конец 1481 года — Диего де Мерло по прямому поручению из католических монархов, скоординировал силы дворян, которые до сих пор были соперниками, — маркиза Кадиса и герцога Медина-Сидония — и собрал большую армию, которая взяла Аламу штурмом 28 февраля 1482 года. Гранадский эмир Мулей Хасен безуспешно пытался отбить захваченную Аламу. В этих боевых действиях он был известен своими дарами и героизмом. Во время событий в Аламе Диего де Мерло непосредственно командовал ополчением севильского совета.